# Blastobasis trachelista
Blastobasis trachelista is een vlinder uit de familie spaandermotten (Blastobasidae). De wetenschappelijke naam is voor het eerst geldig gepubliceerd in 1921 door Meyrick.
De soort komt voor in tropisch Afrika.